# Liste d'accidents de dirigeable
La liste d'accidents de dirigeable présente une sélection non-exhaustive d'accidents de dirigeable, comprenant les accidents survenus lors de guerres.

## Liste
| Date              | Aéronef(s)                                                  | Opérateur                                               | Description | Morts | Blessés | Image                                           |
| ----------------- | ----------------------------------------------------------- | ------------------------------------------------------- | --- | ----- | ------- | ----------------------------------------------- |
| 12 juin 1897      | Allemagne                                                   | Friedrich Hermann Wölfert                               | Le Deutschland s'est écrasé sur le champ de Tempelhof à Berlin. Friedrich Hermann Wölfert et son mécanicien Robert Knabe perdirent la vie. | 2     | 0       |                                                 |
| 12 mai 1902       | Pax                                                         | Augusto Severo de Albuquerque Maranhão                  | Le Pax a pris feu lors de son premier voyage au-dessus de Paris. Les deux membres d'équipage Georges Saché et Augusto Severo de Albuquerque Maranhão ainsi que le constructeur du « Pax » ont été tués. | 2     | 0       |                                                 |
| 13 octobre 1902   | Bradsky                                                     | Otokar de Bradsky-Laboun                                | Otokar von Bradsky-Laboun et son ingénieur Paul Morin ont été tués lorsque la cabine a été accidentée à une hauteur d'environ 180 m lors du premier vol du dirigeable près de Paris. | 2     | 0       |                                                 |
| 30 novembre 1907  | Patrie                                                      | armée française                                         | Le français Patrie, construit par Lebaudy Frères, a été perdu dans une tempête. Sans équipage, le dirigeable a dérivé de Souhesme-la-Grande à travers la Manche et a été aperçu pour la dernière fois près des Hébrides. | 0     | 0       |                                                 |
| 23 mai 1908       |                                                             | John A. Morrell                                         | Le dirigeable de John A. Morrell s'est effondré au-dessus de Berkeley en Californie, États-Unis. | 0     | 16      |                                                 |
| 5 août 1908       | Zeppelin LZ 4                                               |                                                         | Incendie du LZ 4 près de Echterdingen, où il a atterri en raison de problèmes de moteur. Les deux techniciens à bord ont réussi à se sauver. | 0     | 0       |                                                 |
| 25 septembre 1909 | République                                                  | armée française                                         | Le dirigeable République a vu une pale d'hélice se casser près de Trevol en France. La coque a été percée et le dirigeable s'est écrasé. Les quatre membres d'équipage sont morts. | 4     | 0       |                                                 |
| 28 juin 1910      | Zeppelin LZ 7                                               | DELAG                                                   | Le LZ 7 s'est écrasé à cause d'une tempête et de problèmes de moteur sur le Limberg dans la forêt de Teutoburg près de Bad Iburg, en Allemagne. | 0     | 1       |                                                 |
| 13 juillet 1910   | Erbslöh                                                     | Compagnie de dirigeables à moteur Rheinisch-Westphalian | Le Erbslöh s'est écrasé à Pattscheid. Cela a vraisemblablement été précédé d'une fuite de gaz due à une surchauffe rapide provoquée par l'action du soleil, qui a été suivie d'un allumage du gaz de levage. Le dessinateur Oskar Erbslöh (en) ainsi que Max von Toelle, Rudolf Kranz, Hans Leo Höpp et le mécanicien Joseph Spicks ont été retrouvés morts dans les décombres de la cabine. | 5     | 0       |                                                 |
| 4 mai 1911        | Lebaudy Morning Post                                        |                                                         | Le Lebaudy Morning Post a dérivé à l'atterrissage à Farnborough, en Angleterre et a été poussé dans les arbres. | 0     | 1       |                                                 |
| 2 juillet 1912    | Akron                                                       |                                                         | Le dirigeable semi-rigide s'est embrasé devant Brigantine Beach dans le New Jersey aux États-Unis. Les cinq membres d'équipage sont morts. | 5     | 0       |                                                 |
| 28 juillet 1912   | LZ 10 Schwaben                                              | DELAG                                                   | Après avoir atterri dans un vent violent à Düsseldorf, le Zeppelin Schwaben s'est arraché de son mouillage. Le navire s'est brisé et a fini par brûler. | 0     | 40      |                                                 |
| 9 septembre 1913  | L 1 (Zeppelin LZ 14)                                        | Kaiserliche Marine                                      | L 1 (LZ 14) est arrivé dans une tempête à environ 32 km au nord de Helgoland, dans la mer du Nord. 14 membres de l'équipage se sont noyés, 6 ont survécu. | 14    | 6       |                                                 |
| 17 octobre 1913   | L 2 (Zeppelin LZ 18)                                        | Kaiserliche Marine                                      | L 2 (numéro de construction LZ 18) a pris feu lors d'un essai routier au-dessus de l'aérodrome de Johannisthal, à Berlin. Tout l'équipage a été tué. | 28    | 0       | Incendie du LZ 18                               |
| 20 juin 1914      | M.III                                                       | militaire autrichien                                    | Le dirigeable militaire construit par Körting a été percuté dans la zone Schwechat-Fischamend (à l'est de Vienne) par un Farman HF.20. Les 9 occupants sont morts. Un mémorial a été érigé au cimetière central de Vienne. | 9     | 0       |                                                 |
| 25 janvier 1915   | Parseval PL 19                                              | Kaiserliche Marine                                      | Le dirigeable de la marine allemande PL 19 a dû partir après une attaque en raison aux dommages causés par les bombardements en mer à Libau, Lettonie ; l'équipage est ensuite entré en captivité russe. |       |         |                                                 |
| 3 septembre 1915  | L 10 (Zeppelin LZ 40)                                       | Kaiserliche Marine                                      | L 10 (numéro de construction LZ 40) a été frappé par la foudre près de Cuxhaven ; tous les membres de l'équipage ont péri. | 19    | 0       |                                                 |
| 26 octobre 1915   | Parseval PL 26                                              |                                                         | PL 26 a brûlé lors de son premier voyage après le débarquement. Aucun décès n’a été à déplorer. | 0     | ?       |                                                 |
| 10 novembre 1915  | D.1 (Schütte-Lanz SL 6)                                     | Kaiserliche Marine                                      | D.1 (Schütte-Lanz SL 6) a explosé à Seddin, Poméranie. Les vingt hommes de l'équipage sont morts. | 20    | 0       |                                                 |
| 1er février 1916  | L 19 (Zeppelin LZ 54)                                       | Kaiserliche Marine (Allemagne)                          | Le dirigeable de la marine allemande L 19 (numéro de coque LZ 54) est tombé dans la Mer du Nord après un passage au-dessus de la Grande-Bretagne. Les 16 membres ont d'abord survécu. Cependant, après que le chalutier de pêche britannique King Stephen ait refusé de les sauver et ait donné des coordonnées incorrectes à la marine britannique, ils ont péri. | 16    | 0       |                                                 |
| 21 février 1916   | Prototype "avion dirigeable"                                | militaire britannique                                   | Lors de l'essai des deux officiers britanniques Neville Usborne et De Courcy Ireland pour abaisser un BE2c monté sous la coque d'un dirigeable Sea Scout, les suspensions se sont déchirées prématurément et la structure s'est effondrée. Ireland a été éjecté de l'avion et a atterri dans la rivière Medway (Angleterre du Sud-Est), Usborne s'est écrasé avec l'avion. Les deux hommes sont morts sur le coup. | 2     | 0       |                                                 |
| 14 mai 1917       | L 22 (Zeppelin LZ 64)                                       | Kaiserliche Marine (Allemagne)                          | Le L 22 (numéro de coque LZ 64) a été abattu lors d'un voyage de reconnaissance par un avion britannique près de Terschelling, aux Pays-Bas. | ?     | ?       |                                                 |
| 5 janvier 1918    |                                                             |                                                         | Un incendie dans les couloirs du Luftschiffhafens Ahlhorn près de Großenkneten a provoqué la destruction de L 47 (LZ 87), L 46 (LZ 94), L 51 ( LZ 97), L 58 (LZ 105) et SL 20. | 15    | 134     |                                                 |
| 7 avril 1918      | L 59 (Zeppelin LZ 104)                                      | Kaiserliche Marine (Allemagne)                          | L 59 (numéro de coque LZ 104) est tombé lors d'un vol d'attaque près de Malte sur le détroit d'Otrante dans la Méditerranée. Il n'y a eu aucun survivant. | 21    | 0       |                                                 |
| 9 avril 1918      | L 54 (Zeppelin LZ 99) et L 60 (Zeppelin LZ 108)             | Kaiserliche Marine (Allemagne)                          | Les deux zeppelins portant les numéros de coque LZ 99 et LZ 108 ont été détruits lors d'un raid aérien anglais au-dessus de Tondern, au Danemark. | ?     | ?       |                                                 |
| 19 juillet 1918   | L 62 (Zeppelin LZ 107)                                      | Kaiserliche Marine (Allemagne)                          | L 62 (LZ 107) s'est écrasé au nord de Helgoland en brûlant. | ?     | ?       |                                                 |
| 6 août 1918       | L 70 (Zeppelin LZ 112)                                      | Kaiserliche Marine (Allemagne)                          | Le L 70 (numéro de coque LZ 112) a été incendié par un avion de chasse britannique après un raid aérien sur l'Angleterre au-dessus de Norfolk. | ?     | ?       |                                                 |
| 2 juillet 1919    | C-8                                                         | Marine américaine                                       | Le dirigeable C-8 de l'US Navy a explosé à l'atterrissage à Camp Holabird, Baltimore, Maryland, États-Unis, blessant environ 80 spectateurs (adultes et enfants) et faisant exploser du verre à un kilomètre de distance. | 0     | 80      |                                                 |
| 15 juillet 1919   | NS11                                                        | militaire britannique                                   | Le dirigeable NS11 de la British Air Force a explosé au-dessus de la Mer du Nord près de Norfolk. Il n'y a eu aucun survivant. | 9     | 0       |                                                 |
| 21 juillet 1919   | Wingfoot Air Express                                        | Goodyear Tire & Rubber Company                          | Le dirigeable américain Wingfoot Air Express a pris feu lors de son troisième voyage au-dessus de Chicago. Quatre des cinq personnes à bord portaient des parachutes, trois ont survécu au saut. Les réservoirs de carburant, alors en feu, sont malheureusement tombés sur des employés. | 11    | 28      |                                                 |
| 2 novembre 1919   | Zeppelin LZ 120 Bodensee                                    | DELAG                                                   | Lors d'une manœuvre d'atterrissage infructueuse à Berlin-Staaken et de l'ascension d'urgence qui a suivi, un membre de l'équipe au sol n'a pas lâché sa longe et est tombé d'une hauteur d'environ 50 m. L'incident n'a pas été remarqué à bord. Le dirigeable a été endommagé et a ensuite dû effectuer un atterrissage d'urgence. | 1     | 0       |                                                 |
| 23 août 1921      | R38 / ZR-2                                                  | au nom de l'US Navy                                     | Le R38 se brisa en deux à Kingston upon Hull, en Angleterre, et tomba en feu dans la rivière Humber. 44 membres de l'équipe ont péri, cinq ont survécu. | 44    | ?       |                                                 |
| 21 février 1922   | Roma                                                        | United States Air Force                                 | Le Roma a pris feu à Langley Air Force Base, Hampton, Virginie, États-Unis, après un contact avec des câbles électriques. Seules 11 des 45 personnes à bord ont survécu, certaines grièvement blessées. | 34    | ?       |                                                 |
| 21 décembre 1923  | Dixmude (LZ 114)                                            | Marine française                                        | Dixmude (LZ 114) a été frappé par la foudre et a explosé près de la Sicile, en Italie. Les 50 membres d'équipage ont péri. | 50    | 0       |                                                 |
| 3 septembre 1925  | USS Shenandoah (ZR-1)                                       | Marine américaine                                       | Le Shenandoah a été détruit dans les airs le 3 septembre 1925 à cause d'importantes turbulences dans le sud de Ohio, États-Unis, près de Ava (Comté de Noble), puis il s'est écrasé. 14 des 43 membres d'équipage sont morts. | 14    | ?       |                                                 |
| 5 octobre 1930    | R101                                                        |                                                         | Le R101 a touché le sol lors de son voyage inaugural près de Beauvais, en France, et a pris feu. | 48    | ?       |                                                 |
| 11 mai 1932       | USS Akron (ZRS-4)                                           | Marine américaine                                       | Quatre hommes de l'équipe au sol n'ont pas lâché les cordes d'attache à temps après avoir tenté d'atterrir à Camp Kearney, près de San Diego, Californie, États-Unis. L'un est tombé d'une hauteur de quelques mètres et s'est cassé le bras, deux ont chuté mortellement devant les caméras. L'un d'eux a réussi à s'accrocher et a ensuite été hissé dans le navire. | 2     | 1       |                                                 |
| 4 avril 1933      | USS Akron (ZRS-4)                                           | Marine américaine                                       | Le dirigeable de la marine américaine USS Akron (ZRS-4) a coulé dans l'Atlantique, seuls trois des 76 membres d'équipage ont survécu. | 73    | ?       |                                                 |
| 4 avril 1933 (?)  | J-3                                                         | Marine américaine                                       | Le dirigeable de la marine américaine J-3 s'est écrasé sur la côte du New Jersey aux États-Unis, après avoir été envoyé pour aider aux travaux de sauvetage de l'USS Akron. Les deux membres d'équipage ont péri. | 2     | 0       |                                                 |
| 12 février 1935   | USS Macon (ZRS-5)                                           | Marine américaine                                       | Le dirigeable rigide américain USS Macon (ZRS-5), de 235 m de long, pris dans une tempête dans le Pacifique, a coulé à Point Sur. 81 des 83 membres d'équipage ont survécu. | 2     | ?       | leUSS Maconau-dessus de New York en 1933        |
| 24 octobre 1935   | URSS-W7bis Chelyuskineets                                   | Union soviétique                                        | Lors de son voyage inaugural, le dirigeable a été pris dans une ligne électrique puis s'est embrasé. | 1     | ?       |                                                 |
| 6 mai 1937        | Zeppelin LZ 129Hindenburg                                   | Société allemande de transport maritime Zeppelin        | Le Zeppelin Hindenburg (LZ 129) de 247 m de long a pris feu lors de son atterrissage à Lakehurst au sud-ouest de New York, aux États-Unis. | 36    | ?       | l'incendieHindenburg1937 près de Lakehurst      |
| 5 février 1938    | URSS W6 OSOAVIAKHIM                                         | Union soviétique                                        | L'URSS W6 OSOAVIAKHIM a heurté une montagne près de Kandalaksha, Péninsule de Kola, en Russie. Sur les 19 personnes à bord, 13 personnes sont décédées et trois ont été blessées. | 13    | 3       |                                                 |
| 13 avril 1942     | K-22                                                        | Marine américaine                                       | Le dirigeable de la marine américaine K-22 a roulé le 13 avril 1942 dans le brouillard contre une colline près de Gilroy, en Californie, USA. Le dirigeable a été détruit durant l’accident. L'équipage s'en est tiré avec des blessures. | 0     | ?       |                                                 |
| 8 juin 1942       | G-1 et L-1                                                  | Marine américaine                                       | Lors d'une expérience d'observation de nuit, les dirigeables de la marine américaine G-1 et L-1 sont entrés en collision dans les airs, tuant 12 personnes, dont 5 civils. | 12    | ?       |                                                 |
| 16 août 1942      | L-8                                                         | Marine américaine                                       | Le dirigeable de la marine américaine L-8 a atterri intact sans équipage avec une coque molle dans une rue de Dales, en Californie. L'équipage est toujours porté disparu. | 2     | 0       |                                                 |
| 18 juillet 1943   | K-74                                                        | Marine américaine                                       | Alors qu'il attaquait le sous-marin allemand U 134 dans le détroit de Floride, le K-74 a été abattu. Les 10 membres d'équipage ont pu nager hors du dirigeable, le lendemain matin, un homme a été attaqué par des requins et est décédé, les autres ont été secourues. Le dirigeable a coulé. | 1     | ?       |                                                 |
| 2 juillet 1944    | K-14                                                        | Marine américaine                                       | Le dirigeable a heurté la surface de l'eau à pleine vitesse. 4 des 10 membres d'équipage ont survécu blessés. L'épave du dirigeable a été ramenée à terre. | 6     | 4       |                                                 |
| 7 juillet 1944    | K-53                                                        | Marine américaine                                       | Le dirigeable a heurté la surface de l'eau près de la Jamaïque. 1 membre d'équipage est décédé. Le dirigeable a été perdu. Un incident similaire avec ce dirigeable s'était déjà produit le 3 octobre 1943. | 1     | ?       |                                                 |
| 17 octobre 1944   | K-111                                                       | Marine américaine                                       | Lieu : Île Santa Catalina. Représentation officielle de l'US Navy : après des problèmes de navigation lors d'une patrouille de sous-marins japonais dans le brouillard, le dirigeable a roulé contre une montagne au-dessus d'un Black-out à Avalon, Californie , USA, et a explosé. Rapport de témoin oculaire du machiniste Ernst Jarke : le dirigeable a percuté les arbres de la montagne par temps clair et a été gravement endommagé. L'ensemble de l'équipage a pu sortir du dirigeable en toute sécurité et s'est rassemblé autour de l'épave. L'explosion de carburant qui a suivi a fait 7 morts et plusieurs blessés. | 7     | ?       |                                                 |
| 30 septembre 1944 | K-9                                                         | Marine américaine                                       | Le dirigeable de l'unité ZP-11 a heurté le mât d'ancrage en approche et a déchiré la coque. Un membre de l'équipe au sol est tombé du mât d'ancrage et a été grièvement blessé. L'équipage du dirigeable est resté indemne. | 0     | 1       |                                                 |
| 5 novembre 1944   | K-34                                                        | Marine américaine                                       | Le K-34 est perdu le 5 novembre 1944 par mauvais temps dans l'Atlantique. Il y a eu 2 morts et plusieurs survivants. | 2     | ?       |                                                 |
| 6 juillet 1960    | Reliance                                                    | Marine américaine                                       | Un dirigeable radar d'alerte précoce à impact de type US Navy ZPG-3W s'est écrasé dans la mer près de Long Island aux États-Unis. 18 des 21 membres d'équipage ont péri. | 18e   | ?       |                                                 |
| 10 novembre 1966  | Goodyear Colombie                                           | Goodyear                                                | Le dirigeable a heurté une ligne électrique alors qu'il tentait d'atterrir et a été gravement endommagé. Les deux personnes à bord s'en sont sorties sans blessures. | 0     | 0       |                                                 |
| 1er juillet 1986  | Piasecki Heli-Stat (Piasecki PA-97)                         | Piasecki Aircraft Corporation au nom de l'US Navy       | Lors d'un vol d'essai, l'aéronef hybride composé du corps du dirigeable et de 4 hélicoptères s'écrase. Un pilote est décédé, trois ont été grièvement blessés et un a été légèrement blessé. L'avion a été détruit. | 1     | 4e      |                                                 |
| 4 juillet 1993    | Bigfoot                                                     | US LTA                                                  | La coque du dirigeable d'impact, sur laquelle le logo Pizza Hut était inscrit à l'époque, a été endommagée et le dirigeable a dû effectuer un atterrissage d'urgence sur un bâtiment à New York aux États-Unis. Les deux pilotes ont été légèrement blessés. | 0     | 2       |                                                 |
| 23 mai 1994       | Type : WDL-1B                                               | compagnie de dirigeable WDL                             | Deux personnes se sont accrochées à la nacelle de Gießen, tandis qu'un dirigeable de type "WDL-1B" décollait à son approche. Non remarquées par le pilote, elles sont tombées au sol d'une hauteur comprise entre environ 50 et 80 m. | 2     | 0       |                                                 |
| 28 octobre 1999   | Goodyear Esprit d'Akron                                     | Goodyear                                                | Le seul dirigeable GZ-22 est entré en collision avec des arbres après que l'équipage ait perdu le contrôle en raison de problèmes techniques. Le pilote a été légèrement blessé ; le technicien n'a pas été blessé. Le dirigeable n'a pas été remis en service. Cet accident a eu lieu à quelques kilomètres du terminal de dirigeable Goodyear, dans l'Ohio aux États-Unis. | 0     | 1       |                                                 |
| juin 2005         | Goodyear Stars and Stripes                                  | Goodyear                                                | Le dirigeable s'est écrasé durant un orage à Coral Springs, en Floride, aux États-Unis. Il a heurté un poteau électrique dont les dommages ont interrompu l'alimentation électrique de 1 400 foyers. Les deux pilotes ont dû attendre dans la cabine jusqu'à ce que le courant soit coupé. Ils s'en sont sortis indemnes. | 0     | 0       |                                                 |
| 12 juin 2011      | American Blimp Corporation Modèle A-60 + Spirit of Safety I | The Lightship Group au nom de Goodyear Dunlop           | Le dirigeable d'impact Spirit of Safety I de Goodyear de type ABC A-60 + a pris feu après avoir touché le sol de l'aérodrome de Reichelsheim. Trois passagers ont pu se sauver après que le pilote les ait aidés. Le pilote est mort brûlé dans son siège de pilote. | 1     | ?       | DirigeableThe Spirit of Safety Itype ABC A-60 + |